# Anyte (cratère)
Anyte est un cratère d'impact présent sur la surface de Mercure. 
Le cratère fut ainsi nommé par l'Union astronomique internationale en 2017 en hommage à la poétesse grecque Anytè. 
Son diamètre est de 20,92 km. Il se situe dans le quadrangle de Borealis (quadrangle H-1) de Mercure. 